# Yvignac-la-Tour
Yvignac-la-Tour är en kommun i departementet Côtes-d'Armor i regionen Bretagne i nordvästra Frankrike. Kommunen ligger i kantonen Broons som tillhör arrondissementet Dinan. År 2022 hade Yvignac-la-Tour 1 106 invånare.

## Befolkningsutveckling
Antalet invånare i kommunen Yvignac-la-Tour
Referens:INSEE